# فریتیف الستاد
فریتیف الستاد (انگلیسی: Frithjof Olstad; ۲۳ نوامبر ۱۸۹۰ – ۱۶ دسامبر ۱۹۵۶) قایقران روئینگ اهل نروژ بود.